# Comico
comico（コミコ）は、スマートデバイス向けの無料の漫画小説サイトまたはアプリである。NHN JAPANの子会社であるNHN comicoが開発と運営を手掛ける。この記事では特に断りが無い限り日本語版の場合について記載する。

## 概要
アプリケーション版の他に、パソコン向けにWebページ版が提供されている。アプリケーション版は2200万ダウンロードを突破した。
縦スクロールで読み進められ、コマ割りの無いフルカラー表現が基本となっており、登録やログイン無しで閲覧できること、公式作品は毎日更新され、comicoのために執筆されているオリジナル作品であること、などの特徴がある。新しい話がアップロードされるたびに執筆者のコメントも投稿され、読者のコメントと共にソーシャルネットワークのようなコミュニケーションを生み出している。
2015年4月下旬に実施した大型アップデートでケータイ小説とLINEトーク画面をミックスしたハイブリッドスタイルのライトノベルである『comicoノベル』が始動したが、 2021年11月30日に終了している。
2015年9月29日にグッドデザイン賞を受賞した。
2015年12月17日にリニューアルし、大人向けの『comico PLUS』のサービスを開始した。comico PLUSでは他誌で連載した漫画作品の再掲載も行われている。
2016年11月29日の超大型アップデートに伴いcomico PLUS同様、応援ポイント消費の先読み機能と192時間限定のレンタルチケットを実装したが、comicoノベルに関しては2017年3月の大型アップデートで対応した。
App Store・Play Storeのポリシー違反に伴い2018年4月17日に2度目の超大型アップデートとして無印とPLUSの一本化と同時にアプリ版comicoのレイティング引き上げを実施した。

## 収益
2016年までは、一般的にウェブサービスで使用される利益源であるインターネット広告は使用しない代わりに、公式作品の知的財産権を利用し、グッズ販売、アニメ化、単行本販売や、LINEスタンプ販売等のメディアミックスを行う他、同社が経営しているハンゲーム等との連携や、コラボレーションを行うことで収益を得ていた。なお、米Comico Comics社 (Comico_Comics) とは資本関係や提携は無く、無関係である。また、かつてNHN PlayArtと同じ会社であったLINEがサービス提供しているLINE漫画とも連携は無い。
2016年からはインターネット広告の掲載を始めている。
2017年からはレンタルチケットを消費して作品を閲覧する際に、必ず30秒程度の動画広告が表示されるようになった。

## 作品の種別
日本語版comicoに掲載されている漫画作品はチャレンジ作品、ベストチャレンジ作品、公式作品の3種類に分かれて掲載されている。それぞれの作品の違いは下記のとおりである。すべての作品に共通して縦スクロール作品であり、ログインユーザーは各話それぞれに加点式の評価をつけることが出来る。公式作品では連載終了した一部作品の全話、チャレンジ作品では作家が削除を希望した場合を除き過去の話は消去されていない。
- チャレンジ作品
  - 他所で公開した作品でも構わない。漫画版においては、コマ数の長さの制約はない。また、すべてがカラーでなくても良い。小説版においては、10000字程度の文量のみでルビの使用を禁止しているがイラストを用意する場合は表紙画像1枚とキャラ画像20枚とカット10枚以内でなければいけない。
  - ユーザー登録すれば誰でも投稿ができる。更新間隔の制約はない。
  - Web版のみでしか閲覧ができない。作品一覧には、ユーザーが各話に付けた評価の平均が作品一覧に表示される。
- ベストチャレンジ作品
  - 他所で公開した作品でも構わない。漫画版においては、1話のコマ数の長さは15コマ以上である必要がある。また、フルカラーである必要があるがcomicoPLUSでは一部モノクロでの描写を認められている。小説版においては、チャレンジ作品と同様の扱いとなっている。
  - チャレンジ作品において人気のある作品から運営が審査し、合格すればベストチャレンジ作品になる。更新間隔の制約はない。
  - Web版及びアプリケーション版で閲覧ができる。作品一覧には、ユーザーが各話に付けた評価の平均が作品一覧に表示される。
  - comico PLUSでは性的描写が禁止されている。
- 公式作品(漫画201作品、ノベル53作品(連載終了作品含む・イベント作品除く)[11][12][13][14]
  - 完全なオリジナル作品である必要がある。漫画版においては、1話のコマ数の長さは30コマ以上である必要がある。また、フルカラーである必要がある。小説版においては、1話あたりの文量はベストチャレンジ作品より撤廃され、ルビの使用も認められている。
  - スカウトで勧誘したり、ベストチャレンジ作品で評価が高い作品の作家を公式化[15]したり、キャンペーンで勧誘すること[16]もある。各曜日に作品が割り当てられ、comicoでは連載曜日前日の23時00分頃に新しい漫画・小説が、comicoPLUSでは連載曜日前日の23時30分頃に新しい漫画が一斉アップロードされる。
  - 2015年12月現在comicoではWeb版及びアプリケーション版で、comicoPLUSではアプリケーション版のみ閲覧ができる。作品一覧には、ユーザーが最新話につけた評価の合計がそのまま表示される。作品一覧においては、この評価数によって曜日ごとに並べ替えられる。
  - 原稿料(週一作品の場合月額約20万円 - )がNHN comicoから支払われる[17][18]。年に1回の定期健診制度がある。
  - comico運営の支援のもと、メディア展開がされることがある。
  - comicoPLUSではさんかくっ!を除くすべての公式作品に有料の先読み機能と公式5作品を除く（どろどろねっちょりランド・さんかくっ!・石塚ギャグ漫画物語・じぇねらるズワールド・信じるものはお金だけ）ほとんどの公式作品に72時間限定のレンタルチケット制度を実装しているが、2016年3月のマイナーアップデートでレンタルチケットの有効期限が192時間に延長した[注 2]。また、不定期に一度の完全無料一気読みイベントを行っている。2016年12月20日をもってcomico PLUSオリジナル作品（韓国・中国・台湾・タイ版comico作品を含む）は完結作品に限り最終3話分のみ有料からレンタルチケット制度に移行し、さんかくっ!を除く公式4作品は完全無料化、他誌で掲載された作品は第1話を除き完全有料化となった。

## メディア展開作品
日本語版comicoでは、単行本化、アニメ化、ドラマ化、舞台化、映画化、comicoノベルのコミカライズ、comico作品のノベライズ、ドラマCD化やグッズ販売の他にも一部の作品をLINEスタンプ・着せ替えとして発売していたり、グッズを販売していたり。独自アプリを展開していたりしている。

### アニメ化作品
公式作品の内、アニメ化された作品の一覧。
| 作品                                         | 放送・配信開始・発売日               | 作家名             | アニメーション制作                       | 媒体    | 備考                                       |
| -------------------------------------------- | ------------------------------------ | ------------------ | ---------------------------------------- | ------- | ------------------------------------------ |
| ナルどマ                                     | 2015年5月16日                        | 米と書いてめーとる | 勝鬨スタジオ                             | TV      |                                            |
| 猫嫌いの家に生まれた猫好きが猫と暮らす絵日記 | 2015年8月1日                         | 鈴尾粥             | N/A                                      | TV      | アニメタイトル：猫絵日記                   |
| スーパーショートコミックス                   | 2015年11月2日                        | 雨川きゅう         | スティーブンスティーブン                 | Web     |                                            |
| ももくり                                     | Web：2015年12月24日 TV：2016年7月1日 | くろせ             | サテライト                               | Web、TV |                                            |
| ReLIFE                                       | TV：2016年7月1日 OVA：2018年3月21日  | 夜宵草             | トムス・エンタテイメント /だぶるいーぐる | TV、OVA |                                            |
| ナンバカ                                     | 第1期：2016年10月5日                 | 双又翔             | サテライト                               | TV      |                                            |
| ナンバカ                                     | 第2期：2017年1月4日                  | 双又翔             | サテライト                               | Web     |                                            |
| ピアシェーヴォレ! 〜piacevole〜              | 2017年1月11日                        | 渡辺敦子 (Nab_At)  | ゼロジー                                 | TV      | アニメタイトル：ピアシェ〜私のイタリアン〜 |
| ネト充のススメ                               | 2017年10月10日                       | 黒曜燐             | SIGNAL.MD                                | TV      |                                            |
| ミイラの飼い方                               | 2018年1月12日                        | 空木かける         | エイトビット                             | TV      |                                            |

### ドラマ化作品
公式作品のうちドラマ化された作品の一覧。
| 作品   | 放送・配信開始日 | 作家名   | 制作                         | 媒体 | 主演     |
| ------ | ---------------- | -------- | ---------------------------- | ---- | -------- |
| こえ恋 | 2016年7月8日     | どーるる | テレビ東京 C&I entertainment | TV   | 永野芽郁 |

### 舞台化作品
公式作品のうち舞台化した作品の一覧。
| 作品                   | 上演期間  | 作家名     | 上演都市   | 主催                                 | 備考                              |
| ---------------------- | --------- | ---------- | ---------- | ------------------------------------ | --------------------------------- |
| ReLIFE                 | 2016年9月 | 夜宵草     | 東京・大阪 | エイベックス・ライヴ・クリエイティヴ |                                   |
| 咲くは江戸にもその素質 | 2017年5月 | 沙嶋カタナ | 東京・大阪 | SMK Company                          |                                   |
| ナンバカ               | 2017年9月 | 双又翔     | 東京       | ネルケプランニング                   | タイトル：超!脱獄歌劇「ナンバカ」 |

### 映画化作品
公式作品の内映画化した作品の一覧。
| 作品           | 公開日         | 作家名           | 主演             | 監督       | 配給           |
| -------------- | -------------- | ---------------- | ---------------- | ---------- | -------------- |
| 傷だらけの悪魔 | 2017年2月4日   | 澄川ボルボックス | 足立梨花         | 山岸聖太   | KADOKAWA       |
| ReLIFE         | 2017年4月15日  | 夜宵草           | 中川大志・平祐奈 | 古澤健     | 松竹           |
| 爪先の宇宙     | 2017年11月17日 | manni            | 桐嶋ノドカ       | 谷内田彰久 | メディアプルポ |

### 漫画化作品
公式作品の内漫画化された作品の一覧。
| 作品                       | 作家名       | キャラクター原案 | 漫画         | 掲載誌   | 出版社     |
| -------------------------- | ------------ | ---------------- | ------------ | -------- | ---------- |
| そのボイス、有料ですか?    | さなだはつね | 須賀             | 甘里シュガー | なかよし | 講談社     |
| アニメーションへようこそ   | 不知火読     | 靴靴帽子         | ホン・トク   | comico   | NHN comico |
| 天才クソ野郎の事件簿       | つばこ       | 春奈             | 篠月梟太郎   | comico   | NHN comico |
| 鬼島くんとシーナさん       | 凛仔         | derori           | the・dummy   | comico   | NHN comico |
| 鬼神課長は甘さでできている | 大松雪草     | タロコ           | 朱嶋楽以     | comico   | NHN comico |
| カゾクヤ                   | 社舞         | 有機             | may          | comico   | NHN comico |

### 小説化作品
公式作品のうち、小説化した作品の一覧。
| 作品   | 作家名 | 著者     | 巻数 | 発売日        | 出版社                 | ISBN                   | 備考   |
| ------ | ------ | -------- | ---- | ------------- | ---------------------- | ---------------------- | ------ |
| ReLIFE | 夜宵草 | 武井彩   | 1    | 2017年3月25日 | リンダパブリッシャーズ | ISBN 978-4-1990-5218-7 | 文庫判 |
| ReLIFE | 夜宵草 | 蒔田陽平 | 1    | 2019年8月8日  | NHN comico             | ISBN 978-4-575-52255-6 | 文庫判 |
| ReLIFE | 夜宵草 | 蒔田陽平 | 2    | 2019年8月8日  | NHN comico             | ISBN 978-4-575-52256-3 | 文庫判 |

### ドラマCD化作品
公式作品のうちドラマCD化された作品の一覧。
| 作品     | 作家名 | 発売日        | 発売元               |
| -------- | ------ | ------------- | -------------------- |
| ReLIFE   | 夜宵草 | 2016年9月28日 | フロンティアワークス |
| ももくり | くろせ | 2017年1月27日 | NHN comico           |

### 単行本化作品
公式作品の内、単行本化された作品の一覧。単行本は特筆されない限りフルカラー。太字はオトナ限定comico（旧comico PLUS）にて掲載しているタイトルである。

### タイアップ
- 声龍門 - 2015年4月 - 6月にかけてTOKYO MX、BS11にて放送された番組。看板企画『アテコ』コーナーにおいて、人気声優陣を起用したクールコース、番組内のゲームで出演権を勝ち取った新人声優を起用したチャレンジコースのそれぞれで漫画作品のアフレコを行った。
- 滋慶学園COMグループ - 2015年から年に一度、滋慶学園COMグループに在籍している学生を対象とした「チャレンジ作品」を競うレースとして実施している。
- JOYSOUND - 2015年6月より「今週のかなでさん」で主人公が作ったオリジナル曲『悪いのは時代』のカラオケ配信を開始し、2016年3月末からゴールデンウィークにかけて「ReLIFE」の単行本100万部突破を記念してユーザーから寄せられたイラストを使用したビデオクリップのロングバージョンの配信を開始した。
- 三菱東京UFJ銀行 - 2015年7月 - 9月にかけての3ヶ月間三菱東京UFJ-VISAデビット口座の新規開設でcomicoで人気3作品（ReLIFE・ネト充のススメ・ミイラの飼い方）のcomico SHOPでは販売していないオリジナルグッズがもらえ、なおかつ規定金額以上で利用した場合に限り抽選でcomico人気3作品の1話分を収めた巻物が当たるキャンペーンを実施した。
- 京都市営地下鉄 - 2015年7月 - 10月にかけての4か月間烏丸線（10系・但し、近鉄京都線にも乗り入れ）・東西線（50系・京阪京津線へは乗り入れ不可）にcomicoで人気4作品（ReLIFE・ネト充のススメ・ももくり・咲くは江戸にもその素質）を1車両丸ごと仕立てあげて運行し、京まふのプロモーションに貢献した。
- JR九州 - 2015年9月に「ReLIFE」の登場人物をモチーフとした海崎駅、日代駅、狩生駅、大神駅（以上日豊本線）、小野屋駅（久大本線）の5駅分をセットにした入場券セットを大分駅のみどりの窓口限定で発売し、約1時間で完売した。
- セルシス - 2015年9月に『CLIP STUDIO PAINT』とのコラボで『CLIP STUDIO PAINT comico』をcomico SHOPで先行予約を皮切りに京まふにて先行販売を行った。既に『CLIP STUDIO PAINT』を使用しているユーザーはアップデートで対応される。
- トランスポーター イグニション - 2015年10月に「怪盗ロットワイラー」とのコラボで前後編の読み切りとして漫画化が決定した。
- ヒューマンアカデミー - 授業の一環として2015年10月 - 2016年3月にかけての半年間クリエイティブカレッジデジタルコミック学科comicoマスター連載コースの学生作品を毎週木曜23時に1話ずつ公開される。
- 江崎グリコ - 『ポッキー&プリッツの日』を記念してcomicoで連載中の作品を題材としたアナログイラストコンテスト（イラスト内に『ポッキー』（菓子もしくはパッケージ）を入れることと使用する紙として画用紙・黒板・白板を利用することと画材はフェルトペン・色鉛筆・クレヨン・チョーク等自由が条件）を実施した。
- 慶應義塾大学 - 『三田祭』のメインイベントである『ミス慶應コンテスト』とのコラボで『2015ミス慶應』の副賞で漫画化された。
- ヴィレッジ・ヴァンガード - 「ぎじん課っ!ω!」とのコラボで作中の登場人物たちが身に着けているアクセサリー類を実際に発売することが決定した。
- パーソル『an』 - 「ももくり」とのコラボでアニメCMをオンエアーすることが決定し、「かぜかなた」・「きみのこえ。」・「今週のかなでさん」・「パステル家族」とのコラボでオリジナルエピソードを掲載した。
- 日本テレビ『アイキャラ』 - 番組内で誕生したキャラクターを主人公とした漫画を「チャレンジ作品」で発掘することが決定した。
- 日本郵政 - comico人気5作品（ReLIFE・ももくり・こえ恋・ナンバカ・ミイラの飼い方）をモチーフとした切手セットを日本郵政のネット通販限定で発売することが決定し、コミックマーケット90にて先行販売されることも決定した。
- サンリオ『ポムポムプリン』 - 「ミイラの飼い方」とのコラボでグッズが発売されることが決定し、アニメイト・キディランドの一部店舗で先行販売することが決定の他、先行販売から数週間後に全国発売することが決定した。
- アットホーム - 「パステル家族」とのコラボでオリジナルエピソードを掲載した。
- ケンタッキー・フライド・チキン - 「ぼくらのじかん。」とのコラボでオリジナルエピソードを掲載した。
- 新潮社『新潮文庫』・東映グループ（東映、東映ビデオ、東映アニメーション、東映エージェンシー、セントラル・アーツ） - 新世代ミステリーをテーマにした長編小説を「チャレンジ作品」で募集することが決定した[注 10]。
- ベネッセコーポレーション『進研ゼミ高校講座』 - 「きみのこえ。」「すきあい」とのコラボレーションでオリジナルエピソードを掲載した。
- 白泉社『ヤングアニマル』『マンガPark』 - チャレンジ作品限定で合同新人賞を開催することが決定した。
- 日本赤十字社栃木県支部 - 「ミイラの飼い方」「遠くの日には青く」とのコラボで献血者への記念品贈呈やポスター掲示等で若年世代における献血者拡大プロモーション作戦を展開した。

## 沿革
| 年月日                                        | 内容 |
| --------------------------------------------- | --- |
| 2013年10月17日                                | 日本語版Web版サービス開始 |
| 2013年10月31日                                | 日本語版アプリ版サービス開始 |
| 2013年12月09日                                | comico「チャレンジ作品」募集開始 |
| 2014年05月01日                                | comico「ベストチャレンジ作品」をアプリ版からも閲覧できるようになった                                                                                |
| 2014年05月22日                                | 公式作品の公式グッズを発売開始（当時は直営ではなくClubTに委託していた）                                                                             |
| 2014年07月02日                                | 台湾版のサービス開始。日本の公式漫画を翻訳したものを掲載する他、現地で漫画家を雇うという                                                            |
| 2014年07月29日                                | ピクシブ株式会社が運営するpixivとの連携を発表（後にpixivIDとの連携解除）                                                                            |
| 2014年08月01日                                | ももいろクローバーZを起用したテレビCMを放映開始 |
| 2014年09月19日                                | 公式作品の公式グッズのClubTにおける委託販売終了 |
| 2014年10月14日                                | 韓国版のサービス開始 |
| 2015年01月19日                                | 公式作品の公式グッズの販売を直営化に伴い再開 |
| 2015年04月24日                                | アプリ版comicoのアップデートに伴い「comicoノベル」サービス開始                                                                                      |
| 2015年05月21日                                | ノベル版「チャレンジ作品」募集開始 |
| 2015年06月01日                                | アプリ版comicoのダウンロード数が1000万を突破した |
| 2015年10月1日                                 | 運営法人がNHN PlayArt株式会社からNHN comico株式会社に社名変更                                                                                       |
| 2015年10月01日                                | アプリ版comicoの大型アップデートに伴い追加応援ポイント制度を導入                                                                                    |
| 2015年10月02日                                | アプリ版comicoにおいて個人情報流出が発生。丸一日に渡りサービスが停止された                                                                          |
| 2015年10月10日                                | 双葉社に販売委託する形でNHN comicoが出版事業を開始し、オリジナルレーベル「comico books」を設立                                                      |
| 2015年11月12日                                | アプリ版comicoのアップデートに伴い「comicoノベル」の公式作品にふきだし切り替え機能を実装                                                            |
| 2015年11月12日                                | comico PLUS「チャレンジ作品」募集開始 |
| 2015年11月17日                                | comico PLUS公式作家及び公式作品第1弾発表 |
| 2015年11月25日                                | comico PLUS公式作家及び公式作品第2弾発表 |
| 2015年12月01日                                | アプリ版comico PLUSリリース準備に伴い追加応援ポイントの価格改定                                                                                     |
| 2015年12月09日                                | comico PLUS公式作家及び公式作品第3弾発表 |
| 2015年12月17日                                | 日本語版comico PLUSサービス開始 |
| 2015年12月24日                                | アプリ版comico PLUSのダウンロード数が100万を突破した                                                                                                |
| 2015年12月24日                                | アプリ版comicoにてアニメ版ももくり第1話配信 |
| 2016年01月07日                                | アプリ版comicoにてアニメ版ももくり第2話配信 |
| 2016年01月08日                                | comico PLUS公式4作品がPlayストア・AppStoreのポリシー違反に伴いWeb版comico PLUSへ移行 Web版comico PLUSβバージョン公開                                |
| 2016年02月01日                                | タイ版のサービス開始。当面はWeb版とAndroidアプリ版のみ                                                                                              |
| 2016年02月04日                                | アプリ版comicoのアップデートに伴いももくりチャンネルを実装                                                                                          |
| 2016年02月13日 (iOS) 2016年02月19日 (Android) | アプリ版comico PLUSのアップデートに伴い無料閲覧及び有料閲覧の選択機能を実装                                                                         |
| 2016年3月28日 (iOS) 2016年3月30日 (Android)   | アプリ版comico PLUSのアップデートに伴いレンタルチケットの有効期限を3日間から8日間に延長                                                             |
| 2016年04月21日                                | Web版comico PLUSβバージョン公開終了 Web版comico PLUS正式サービス開始。当面はスマートフォン、タブレット端末のみ                                      |
| 2016年04月28日                                | 中国版のサービス開始。当面はWeb版とAndroidアプリ版のみ                                                                                              |
| 2016年06月15日                                | アプリ版comicoのアップデートに伴いReLIFEチャンネル実装準備のため、ももくりチャンネルのデザインをリニューアル                                        |
| 2016年06月23日                                | アプリ版comicoのダウンロード数が5ヶ国・地域で累計2000万を突破した                                                                                   |
| 2016年06月24日                                | アプリ版comico内にReLIFEチャンネルを実装 |
| 2016年07月08日                                | アプリ版comico内にこえ恋チャンネルを実装 |
| 2016年07月31日                                | アプリ版comicoにおいて一部ユーザーの個人情報流出が発生                                                                                              |
| 2016年08月10日                                | Web版comico PLUSにPC版を追加しグランドオープン |
| 2016年10月08日                                | アプリ版comico内にナンバカチャンネルを実装 |
| 2016年11月29日                                | comicoにcomico PLUSの機能を実装 |
| 2017年01月11日                                | アプリ版comico内にピアシェ〜私のイタリアン〜チャンネルを実装                                                                                        |
| 2017年02月16日                                | comicoノベルリニューアル準備に伴い追加応援ポイント価格改定                                                                                          |
| 2017年03月01日                                | comicoノベルにcomico PLUSの機能を実装 |
| 2017年05月15日                                | アプリ版comico PLUS内にストア機能を実装 |
| 2017年6月                                     | NHN comico株式会社（現：NHN JAPAN株式会社）から新設したNHN comico株式会社に運営法人を変更                                                           |
| 2017年6月                                     | スペイン語圏版のサービス開始。 |
| 2017年06月14日                                | アプリ版comico内にストア機能を実装 |
| 2017年9月                                     | インドネシア版のサービス開始。 |
| 2017年10月10日                                | アプリ版comico内にネト充のススメチャンネルを実装 |
| 2017年10月25日                                | Web版comico PLUS内にストア機能を実装 |
| 2018年04月17日                                | アプリ版comicoのレイティング引き上げに伴いアプリ版comico PLUSとアプリ版comicoを一本化                                                               |
| 2018年04月17日                                | Web版comico PLUSをオトナ限定comicoとしてリニューアル                                                                                                |
| 2019年                                        | スペイン語圏版とインドネシア版のサービスのサービス終了                                                                                              |
| 2020年4月                                     | ベトナム版のサービス提供開始 |
| 2020年7月7日                                  | 「comico」の英語版「pocket comics」（iOS／Android）を米国・カナダ・シンガポールでリリース                                                           |
| 2021年10月                                    | 「comico」のグローバル版「POCKET COMICS」WEB版をリリース、「繁體中文」に対応開始                                                                    |
| 2021年10月27日                                | comicoノベルのサービスを終了 |
| 2021年12月31日                                | 台湾版のサービスを終了し、グローバル版の「POCKET COMICS」へ統合                                                                                     |
| 2022年1月                                     | 「comico」のグローバル版「POCKET COMICS」、フランス語に対応開始                                                                                     |
| 2022年4月                                     | 「comico」のグローバル版「POCKET COMICS」、ドイツ語に対応開始                                                                                       |
| 2022年7月                                     | ベトナム版のサービス終了 |
| 2023年6月                                     | オリジナルマンガをAmazonが提供するフルカラーの縦読みマンガに特化したサービス「Amazon Fliptoon（フリップトゥーン）」に提供開始                       |
| 2023年7月                                     | タイ版の運営法人をKidariStudio, Inc.に売却 |
| 2025年6月                                     | 韓国、英語圏、フランスのサービスを10月31日付で終了すると発表。連載の更新は7月15日で停止される。またこれによりサービスが提供されるのは日本のみとなる |

## オフ会
読者（国内ユーザー）を対象としたオフ会である『comicoサポーターズパーティ』を全国各地で不定期的に実施しており、NHN comico全社員（2015年9月まではNHN PlayArt・comicoセクションチーム）・公式作家陣との交流の場を提供している。参加資格は開催地域に在住で当日会場に来ることが条件となっており、ほとんどは抽選制となっている。

### 開催履歴
| 回 | 開催日         | 開催地         | 参加資格                                            | 備考                                                           |
| -- | -------------- | -------------- | --------------------------------------------------- | -------------------------------------------------------------- |
| 1  | 2014年 9月27日 | 東京都渋谷区   | 関東地方在住で20歳以上                              | 要身分証明証                                                   |
| 2  | 10月11日       | 東京都渋谷区   | 関東地方在住で中学校・高校に在籍                    | 特別支援学校中学部・高等部及び高専在籍でも可                   |
| 3  | 11月8日        | 大阪府大阪市   | 関西地方在住で中学校・高校に在籍                    | 特別支援学校中学部・高等部及び高専在籍でも可 同行者は1名まで可 |
| 4  | 12月13日       | 福岡県福岡市   | 九州・沖縄地方在住で中学生以上                      | 未成年者は要保護者の同意                                       |
| 5  | 2015年 2月28日 | 宮城県仙台市   | 東北地方在住で20歳以上                              | -                                                              |
| 6  | 4月25日        | 富山県富山市   | 北陸地方在住で小学生以上                            | 小学生（特別支援学校小学部在籍も含む）は保護者同伴             |
| 7  | 6月13日        | 東京都港区     | 関東地方在住で中学生以上                            | 要身分証明証 男女別の2部制によるももくりオンリー               |
| 8  | 8月1日         | 高知県高知市   | 四国地方在住で20歳以上                              | 要身分証明証 同行者は1名までで年齢・性別不問                   |
| 9  | 9月26日        | 東京都港区     | 関東地方在住で中学生以上                            | comicoノベルオンリー                                           |
| 10 | 10月3日        | 神奈川県横浜市 | 関東地方在住で中学生以上                            | ドッジボール大会                                               |
| 11 | 11月1日        | 東京都渋谷区   | 関東地方在住で18歳以上                              | 清掃ボランティア                                               |
| 12 | 11月3日        | 沖縄県那覇市   | 九州・沖縄地方在住                                  | サプライズイベント                                             |
| 13 | 11月3日        | 北海道千歳市   | 北海道在住                                          | サプライズイベント                                             |
| 14 | 2016年 3月5日  | 青森県青森市   | 東北地方在住                                        | 要身分証明証 同行者は1名まで可                                 |
| 15 | 4月2日         | 東京都港区     | 中学生以上でアニメ版ももくりの第4話以降を一括購入者 | 要身分証明証 スィーツパーティ                                  |
| 16 | 7月3日         | 神奈川県川崎市 | 関東地方在住                                        | 要身分証明証 同行者は1名まで可 未成年者は要保護者の同意        |
| 17 | 12月10日       | 静岡県静岡市   | 東海地方在住                                        | 要身分証明証 同行者は1名まで可                                 |

## 評価
スマートフォンに特化したオリジナル漫画アプリの先駆けと評されている。完全無料(後に一部有料)・毎日更新・フルカラー・縦読みなど、既存のウェブコミック配信サイトではほとんど見られない特徴を持つアプリとして「大きなムーブメント」を巻き起こした。
オリジナルの漫画を配信するアプリとしては日本最大のダウンロード (DL) 数を誇る。2015年6月には、日本で1000万DL、台湾で100万DL、韓国で200万DLを突破し、2015年12月にはcomico PLUSが日本で100万DLを突破した。
しかし2016年11月29日、大幅リニューアルを行い、完全無料ではなくなった。

## 外国版
comicoは日本にてサービスを開始したが、後に台湾(中国語)版、韓国(朝鮮語)版、タイ(タイ語)版、中国(中国語)版もサービスを開始している。日本語版との違いは下記の通りである。
- 基本的に現地の作家を雇い、現地の作品が連載されている。新規作家募集はメールにて行っている。一方、各言語版の一部作品は翻訳されて他の言語版にも掲載されている。
- 日本語版で言う「漫画版公式作品」のみの掲載である。
- 韓国版はcomicoPLUS同様、最新の3話程度のみ作品の閲覧が有料である。